# Dichogama amabilis
Dichogama amabilis is een vlinder uit de familie van de grasmotten (Crambidae). De wetenschappelijke naam van de soort is voor het eerst geldig gepubliceerd in 1889 door Heinrich Benno Möschler.
De soort komt voor in de Verenigde Staten (Florida), Cuba en Puerto Rico.